# 本願寺名古屋別院
本願寺名古屋別院（ほんがんじなごやべついん）は、愛知県名古屋市中区門前町にある浄土真宗本願寺派の寺院。
真宗大谷派の「東別院」に対して、「西別院」と通称される。

## 歴史
伊勢国長島杉江に創建された願証寺が断絶した後、本願寺第11世宗主の顕如が織田信雄に願い出て清須の地に願証寺を再興するが、名古屋城築城による慶長14年（1609年）の清洲越しで清洲城下が丸ごと名古屋に移った際に、それに伴って現在地へ移転した。だが長島・桑名の門徒が桑名への移転を請うていた事もあって、願証寺は慶長20年（1615年）までに伊勢国桑名に寺基を移転し、同時に長島と松阪に通寺を設けた。この時に旧名古屋願証寺は桑名願証寺の通寺とされた。
正徳14年（1715年）、桑名願証寺住職・琢誓が真宗高田派に転派した事で起きた門徒の混乱により、同寺と3つの通寺は江戸幕府に没収された。が、享保2年（1717年）の琢誓の追放により幕府より返却される。そして名古屋の願証寺通寺は西本願寺の末寺となり、名古屋御坊と呼ばれるようになる。翌年以降は本願寺門主が名目上の住職となって、輪番制で守護役を置く事になった。
尾張徳川家3代藩主徳川綱誠の側室・梅昌院は本願寺との縁が深く、享保15年（1730年）に亡くなった際には御霊屋が奉られ、侍女21人の墓もその回りに置かれた。天明4年（1784年）には徳川宗春の側室であった左近（斎心院）が亡くなり墓が置かれた。2人の墓は境内に現存している。
また、文化14年（1817年）には葛飾北斎が境内において、120畳敷の紙に「大達磨」を描く興行を行った記録が残されている。絵そのものは戦災で失われた。

## 近代
- 明治6年（1873年）- 医学講習所（後の名古屋大学医学部）が置かれる。
- 明治9年（1879年）- 名古屋御坊から「本願寺名古屋別院」と改称。
- 昭和20年（1945年）- 5月17日の空襲で、ほとんどの建物を焼失。
- 昭和47年（1972年）- 本堂を再建（古代印度中天竺様式）する。

## 文化財
名古屋市指定文化財
- 鐘楼　江戸前期　平成29年4月24日指定[1]

## 境内

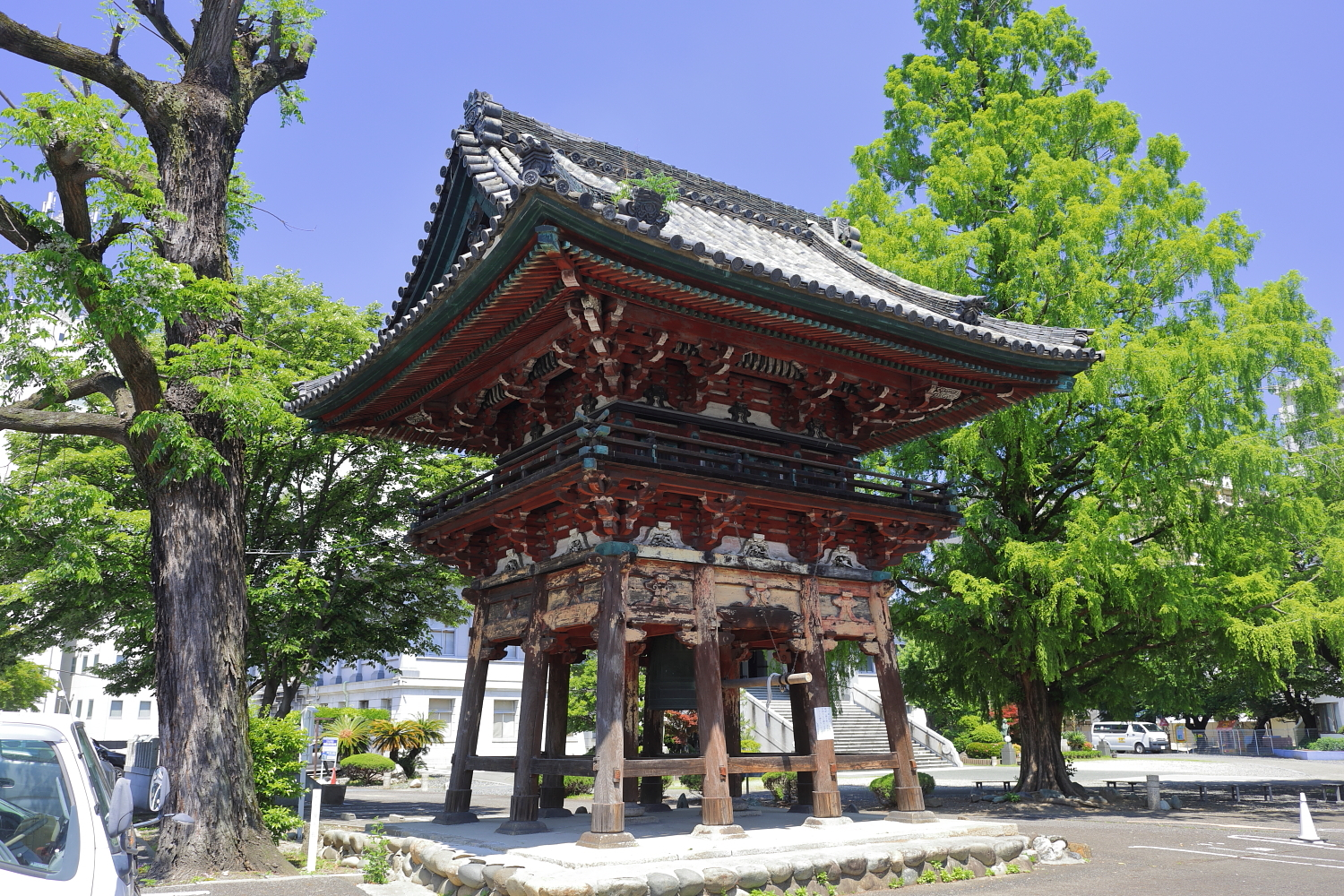
鐘楼
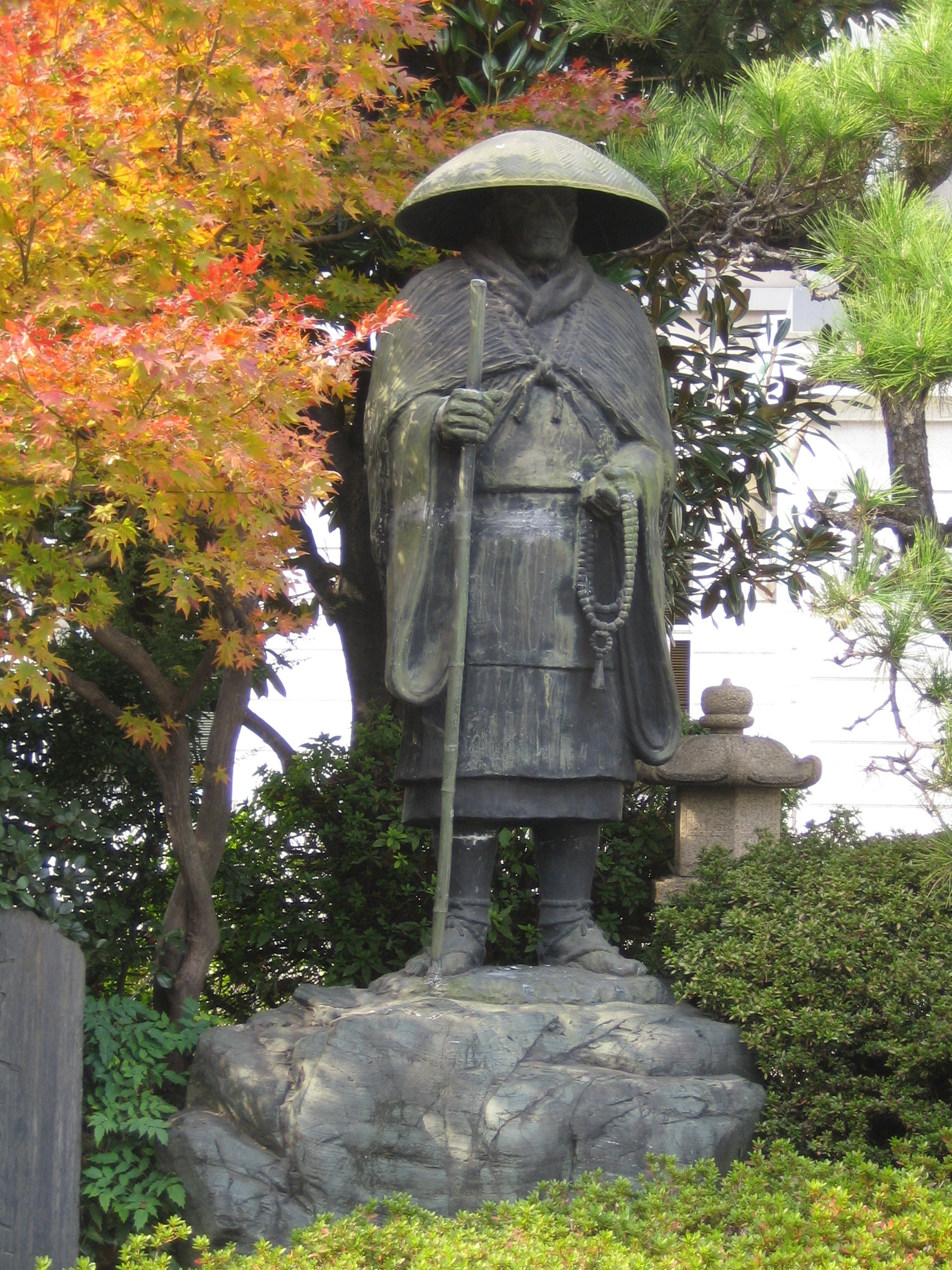
親鸞像
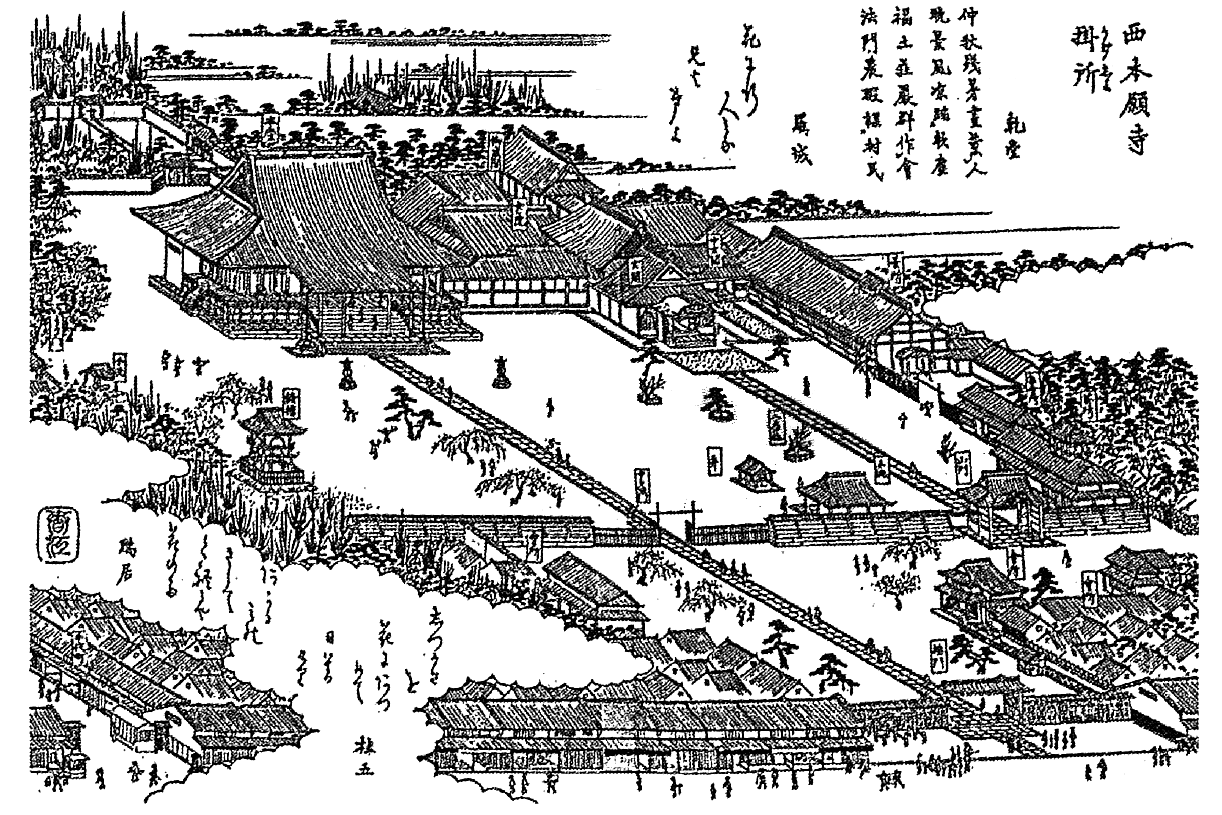
尾張名所図絵

## アクセス
- 名古屋市営地下鉄鶴舞線 大須観音駅2番出入口より約500メートル[2]。
- 名古屋市営地下鉄鶴舞線・名城線 上前津駅7番出入口より約500メートル[2]。
- 名古屋市営バス「大須」停留所より約200メートル[2]。

## 参考資料
- 『名古屋市史 社寺編』1918年。
- 『名古屋市の史跡と文化財』1970年。
- 『尾張名所図会』 第一巻 西本願寺　掛所、1844年